# Schachtscheibe
Als Schachtscheibe bezeichnet man im Bergbau die rissliche Darstellung des Schachtquerschnittes eines Schachtes mit Schachtausbauten und -einbauten. Die Schachtscheibe wird in einzelne Segmente, sogenannte Trume, unterteilt.

## Querschnittsformen

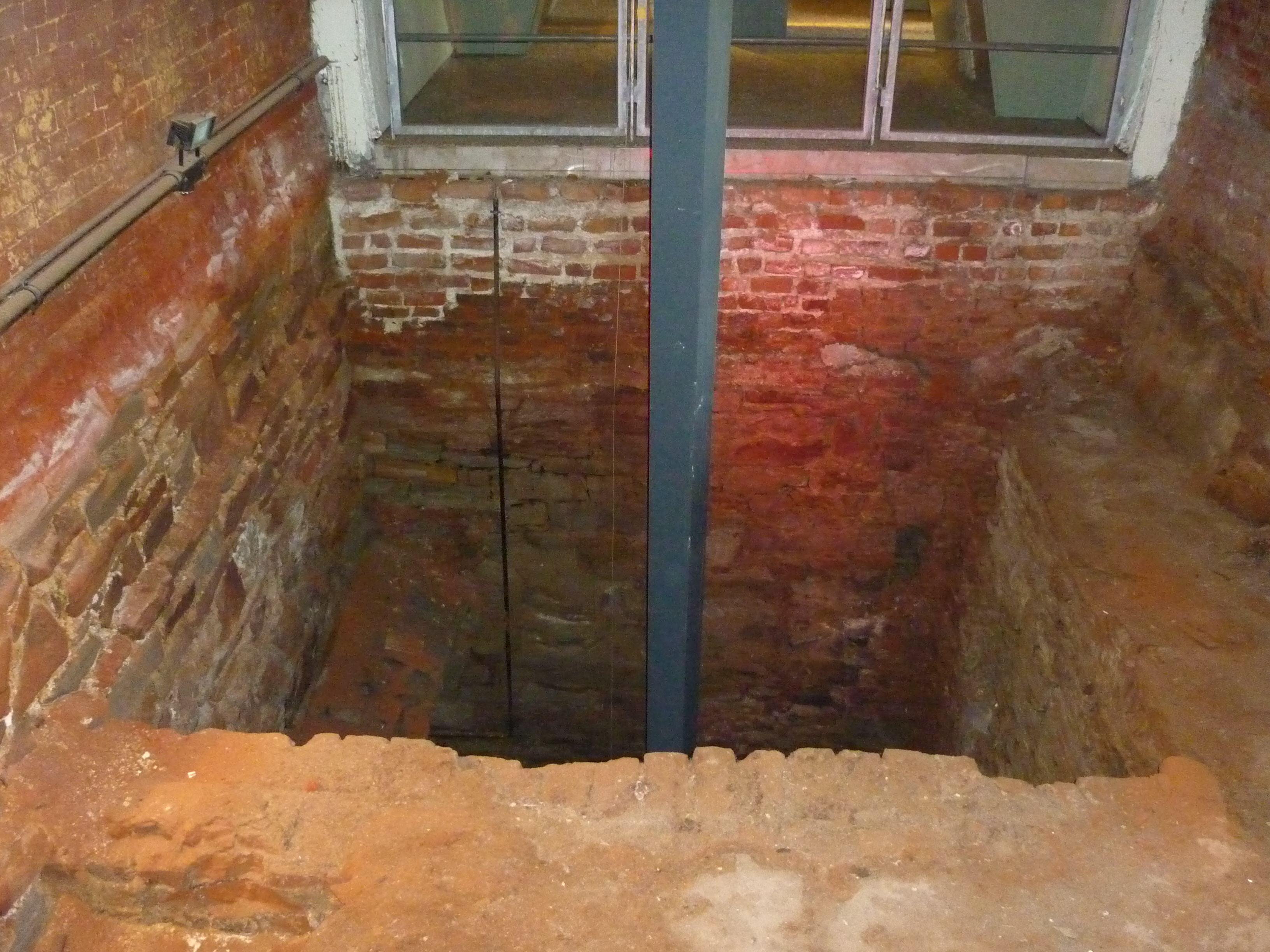
Rechteckige Querschnittsform eines Schachtes

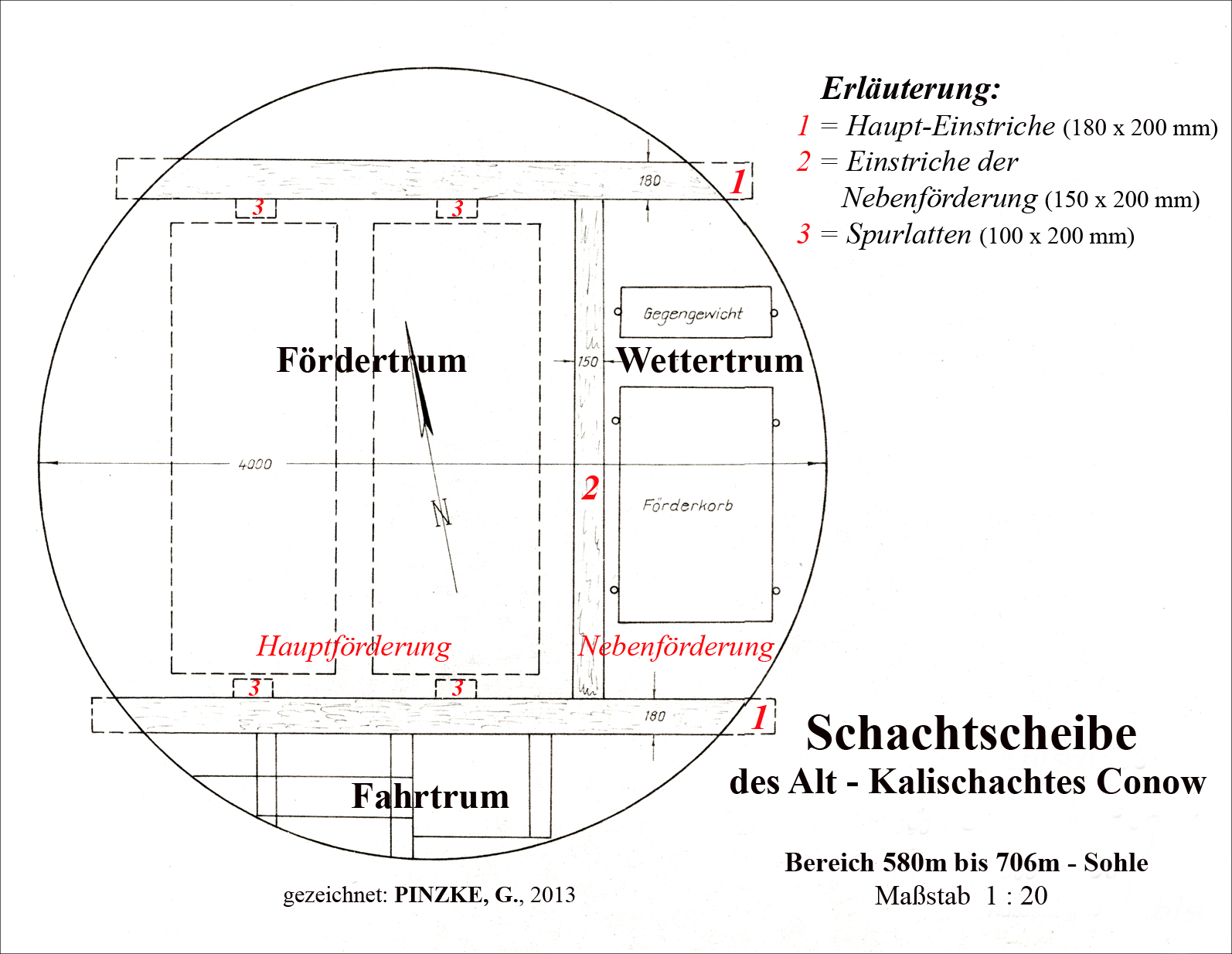
Schachtscheibe eines Rundschachtes

Beim Schachtbau unterscheidet man verschiedene Querschnittsformen, es gibt Schachtscheiben mit rechteckiger Querschnittsform, mit quadratischer Querschnittsform, mit elliptischer Querschnittsform, mit polygonaler Querschnittsform und mit runder Querschnittsform. Eckige Querschnittsformen wurden verwendet, wenn bei Schächten als Schachtausbau Holz verwendet wurde. Bei tonnlägigen Schächten wird die rechteckige Querschnittsform bevorzugt verwendet. Dies ist erforderlich, weil die Fördergefäße auf dem Liegenden gleiten. Bei seigeren Schächten wird die quadratische Querschnittsform verwendet. Dies hat den Vorteil, dass bei gleichem Flächeninhalt ein geringerer Umfang vorhanden ist und dadurch weniger Holz für den Bau des Schachtausbaus erforderlich ist. Die elliptische Querschnittsform konnte sich aufgrund ihrer Unzweckmäßigkeit nicht durchsetzen. Die polygonale Querschnittsform entsteht durch eine verlorene Zimmerung für die nachfolgende Mauerung, auch sie konnte sich nicht durchsetzen.
Bei runder Querschnittsform haben Schächte den größten Flächeninhalt bei kleinstem Umfang. Dadurch bietet diese Querschnittsform sowohl beim Abteufen als auch beim Ausbau erhebliche Vorteile gegenüber den anderen Querschnittsformen. Ein Vorteil ist, dass keine Ecken herausgeschlagen werden müssen. Da dieser Arbeitsvorgang sehr zeitraubend ist, sind runde Schachtquerschnitte kostengünstiger. Da sowohl der Gebirgsdruck als auch der Wasserdruck des Grundwassers gleichmäßig auf den Schachtausbau verteilt werden, wird durch die runde Form die Festigkeit der Schachtstöße erhöht. Aufgrund dieser Vorteile werden seigere Schächte fast ausschließlich mit runder Querschnittsform gebaut. Eine Sonderbauform war die Gestaltung der Schachtscheibe mittels vier flacher Bögen. Diese Bauform wurde in den Schächten des westfälischen Steinkohlenbergbaus oft zur wasserdichten Ausmauerung der Schächte verwendet. Diese Ausbauform war erforderlich, da das Steinkohlengebirge oftmals von wasserreichem Mergel überdeckt war und der Holzausbau sich besser an diese Form anpassen ließ. Diese Bauform wurde mit Einführung der Schachtmauerung nicht mehr angewendet.

## Gestaltung der Schachtscheibe
Die Gestaltung der Schachtscheibe hängt von mehreren Faktoren ab. Zunächst einmal von der Art des Schachtes, dann von der Nutzung des Schachtes und auch von der Art der Fördermaschine. Bei Blindschächten wird die Schachtscheibe anders als bei Tagesschächten aufgeteilt. Blindschächte haben oft nur eine eintrümige Förderung mit einem Förderkorb und einem Gegengewicht. Tagesschächte besitzen meistens vier Förderkörbe. Außerdem müssen Tagesschächte auch eine größere Förderkapazität ermöglichen und in ihnen werden erheblich mehr Versorgungsleitungen eingebaut. Bei der Gestaltung der Schachtscheibe kommt es darauf an, ob der Schacht als reiner Material- und Seilfahrtsschacht oder als reiner Förderschacht genutzt wird.

## Einteilung der Schachtscheibe
Die Schachtscheibe wird in sogenannte Trümer eingeteilt, dabei kommt jedem Trum eine besondere Aufgabe zu. So gibt es ein Fahrtrum, ein Fördertrum und bei Bedarf ein Wendeltrum. Bei der Einteilung der Schachtscheibe wird schon im Vorfeld darauf geachtet, dass jedes Trum eine genügend große Fläche hat. Das Fahrtentrum muss so platziert sein, dass man von ihm aus ohne große Schwierigkeiten in die anderen Trümer gelangen kann. Die Lage des Fördertrums hängt davon ab, wie viel in dem Schacht gefördert wird. Anhand der vorgegebenen Maße für die Fördermittel wird die Größe des Fördertrums bestimmt. Aus der Gesamtgröße aller Trümer wird bei der Planung der benötigte Schachtquerschnitt bestimmt.

## Größe der Schachtscheibe
Die Größe der Schachtscheibe hängt im Wesentlichen davon ab, wozu der Schacht genutzt werden soll. Ein weiterer Aspekt sind die Kosten für die Erstellung des Schachtes. Je teurer die Erstellung eines Schachtes ist, umso günstiger ist eine Schachtscheibe mit einem großen Querschnitt. Da bei großen Schachtscheiben vielfach zwei Fördereinrichtungen eingebaut werden können, rentieren sich die Mehrkosten für den größeren Querschnitt im Laufe der Nutzungszeit durch einen besseren Ausnutzungsgrad. Große Schachtscheiben ermöglichen auch den Einbau sogenannter Großraumkörbe.